# Sielsowiet Międzylesie
Sielsowiet Międzylesie (biał. Міжлескі сельсавет, ros. Междулесский сельсовет) – sielsowiet na Białorusi, w obwodzie brzeskim, w rejonie bereskim, z siedzibą w Międzylesiu.
Według spisu z 2009 sielsowiet Międzylesie zamieszkiwało 1140 osób w tym 1083 Białorusinów (95,0 %), 37 Rosjan (3,25 %), 18 Ukraińców (1,58 %), 1 Polak (0,09 %) i 1 Mołdawianin (0,09 %).

## Miejscowości
- agromiasteczko:
  - Międzylesie
- wsie:
  - Bateria
  - Helenowo
  - Kościuki
  - Matwiejewicze
  - Michalinek
  - Stawki
  - Sudziłowicze